# ویل وارتی
ویل وارتی (انگلیسی: Will Varty؛ زادهٔ ۱ اکتبر ۱۹۷۶) بازیکن فوتبال اهل بریتانیا است.
از باشگاه‌هایی که در آن بازی کرده‌است می‌توان به باشگاه فوتبال وورکینگتون ای. اف. سی، باشگاه فوتبال نورث‌همپتون تاون، باشگاه فوتبال کارلایل یونایتد، و باشگاه فوتبال روترهام یونایتد اشاره کرد.